# Wetyn
Wetyn (deutsch Wettin) ist ein kleiner Ort in der polnischen Woiwodschaft Ermland-Masuren und gehört zur Gmina Korsze (Stadt- und Landgemeinde Korschen) im Powiat Kętrzyński (Kreis Rastenburg).

## Geographische Lage
Wetyn liegt in der nördlichen Mitte der Woiwodschaft Ermland-Masuren, 26 Kilometer nordwestlich der Kreisstadt Kętrzyn (deutsch Rastenburg) und acht Kilometer nordwestlich der Stadt Korsze (Korschen).

## Geschichte
Der damals Wettin genannte heutige Weiler (polnisch Przysiółek) wurde am 21. Juni 1822 als Vorwerk gegründet. Bis 1945 war der Ort ein Wohnplatz innerhalb der Gemeinde Prassen (polnisch Prosna) im Kreis Rastenburg im Regierungsbezirk Königsberg in der preußischen Provinz Ostpreußen.
Mit dem gesamten südlichen Ostpreußen wurde Wettin 1945 in Kriegsfolge an Polen überstellt und erhielt die polnische Namensform „Wetyn“. Heute ist der Ort an das Nachbardorf Kałwągi (Kaltwangen) angegliedert und somit eine Ortschaft innerhalb der Stadt- und Landgemeinde Korsze (Korschen) im Powiat Kętrzyński (Kreis Rastenburg), bis 1998 der Woiwodschaft Olsztyn, seither der Woiwodschaft Ermland-Masuren zugehörig.

## Kirche
Bis 1945 war Wettin in die evangelische Kirche Leunenburg (polnisch Sątoczno) in der Kirchenprovinz Ostpreußen der Kirche der Altpreußischen Union, sowie in die katholische Kirche Sturmhübel (polnisch Grzęda) im Bistum Ermland eingepfarrt.
Heute gehört Wetyn evangelischerseits zur Pfarrei Kętrzyn (Rastenburg) mit ihren Filialkirchen in Barciany (Barten) und Bartoszyce (Bartenstein) in der Diözese Masuren der Evangelisch-Augsburgischen Kirche in Polen, sowie katholischerseits zur Pfarrei Sątoczno (Leunenburg) im Erzbistum Ermland.

## Verkehr
Wetyn liegt an einer Nebenstraße, die Prosna (Prassen) mit Kałwągi (Kaltwangen) verbindet. Eine Bahnanbindung besteht nicht.